# Maestro Harrell
Maestro Harrell, también conocido como M A E S T R O (nacido el 29 de julio de 1991), es un DJ, cantante, rapero, actor y productor discográfico estadounidense. Participó en la serie original de HBO The Wire como Randy Wagstaff (2006-08) y como Malik en la comedia de ABC Suburgatory.

## Primeros años y carrera
Harrell nació en Chicago, Illinois. Recibió el premio al niño menor de doce años más talentoso en los Chicago Music Awards en 1999, 2000 y 2001. En 2005, Harrell actuó en la gran ceremonia de inauguración de Disneyland en Hong Kong. Firmó un contrato de grabación con So So Def / Island Def Jam con el productor de hip-hop Jermaine Dupri.
A partir de los 7 años, Harrell hizo múltiples apariciones en programas de televisión como The Tonight Show con Jay Leno y The Maury Povich -Most Talented Kids Show y otros programas de televisión; sirviendo como portavoz del programa Study Buddy Reading de Western Union, lo que le permitió viajar por los Estados Unidos actuando en escuelas y pronunciando discursos motivadores para animar a los estudiantes a leer, además de cantar numerosos jingles. Es miembro de los sindicatos SAG, AFTRA y EQUITY. Además de su papel principal en Guys Like Us de Sony TriStar, Harrell ha aparecido en varios comerciales de televisión.
Harrell hizo su debut cinematográfico en la película Ali, dirigida por Michael Mann. Interpretó al joven Cassius Clay, y el elenco estelar incluía a Will Smith, Jamie Foxx y Jon Voight. Estuvo en La barbería y en la película The Promotion. Sigue siendo mejor conocido por su papel en The Wire de David Simon como Randy Wagstaff.
Su voz aparece en el CD de episodios de Twilight Zone, junto con Blair Underwood. Harrell protagonizó la producción de ABC del PGA Tour Western Open con Tiger Woods y otros golfistas profesionales. En 2003, Maestro fue seleccionado para interpretar al joven Simba en la producción de Chicago de El rey león de Disney.
Harrell tuvo un papel recurrente como Malik LeFrique en la comedia de ABC Suburgatory, que se emitió de 2011 a 2014.
En 2011 empezó a producir. Su primer disco fue un remix del sencillo "Soul Soldier" de DJ Ruckus. En 2014 inició oficialmente su carrera como productor musical y DJ. Su primer sencillo en solitario se desarrolló como colaboración con Antoine Becks, quien también tiene una carrera como actor a sus espaldas. "Drop It" contiene muchas características del género de la sala grande, que era muy popular en ese momento. "Drop It" era el título y estaba firmado con el sello electrónico alemán Kontor Records.
En 2015, Maestro fue elegido para el papel de Matt Sale en Fear the Walking Dead de AMC.
Su avance en la escena EDM finalmente se produjo en 2015 con el tema de house progresivo "For You", una colaboración con Dzeko & Torres y el dúo de cantantes Delora. Más tarde, en 2015, firmó con el sello de W&W "Mainstage Music", donde llamó mucho la atención por su tema "Olympus", así como por su colaboración "Poseidon" con Maurice West. Un año más tarde, cambió su estilo con un tema crossover de terror en la jungla llamado "Zantar", que fue producido junto con el recién llegado NoTech.
A principios de 2018, Maestro lanzó su tema de producción propia "Which One Which" que luego aparecería en The First Purge. Una semana después, lanzó una canción de seguimiento titulada "Woke Up". Más tarde ese año, MAESTRO lanzó su EP debut autoproducido WAV GOD.
La canción de Harrell con David Gemmill Crystals apareció en la película animada de comedia musical de superhéroes Teen Titans Go! to the Movies más tarde ese año.
En septiembre de 2019, M A E S T R O lanzó una continuación de su EP debut titulado "WAV GOD 2".

## Filmografía

### Cine
| Año  | Título            | Papel                             | Notas        |
| ---- | ----------------- | --------------------------------- | ------------ |
| 2001 | Ali               | Joven Cassius Clay                |              |
| 2002 | La barbería       | Tillman                           |              |
| 2008 | The Promotion     | Primer niño en el estacionamiento |              |
| 2009 | Lowering the Bar  | Pimp D                            | Cortometraje |
| 2010 | Polish Bar        | Dawan                             | Cortometraje |
| 2014 | Dark Summer       | Kevin Dowdle                      |              |
| 2015 | Some Kind of Hate | Willie                            |              |
| 2015 | Bone Tomahawk     | Gizzard                           |              |
| 2019 | Thriller          | Ronnie DeBerry                    |              |
| 2019 | John Henry        | Young Hell                        |              |
| 2020 | Dinner Party      |                                   | Cortometraje |
| 2020 | Loco              | Jason                             |              |

### Televisión
| Año     | Título                                                  | Papel                    | Notas                                                            |
| ------- | ------------------------------------------------------- | ------------------------ | ---------------------------------------------------------------- |
| 1997    | Meego                                                   | Marcus                   | Episodio: "Magic Parker"                                         |
| 1998–99 | Guys Like Us                                            | Maestro Harris           | Protagonista: 13 episodios                                       |
| 2007    | ER                                                      | Todd                     | Episodio: "Lights Out"                                           |
| 2007    | Cold Case                                               | Terrance Carter          | Episodio: "Wunderkind"                                           |
| 2006–08 | The Wire                                                | Randy Wagstaff           | Protagonista (temporada 4); invitado (temporada 5): 14 episodios |
| 2008    | Gifted Hands: The Ben Carson Story                      | Joe joven                | Película de televisión                                           |
| 2010    | Team Spitz                                              | Tye                      | Película de televisión                                           |
| 2010    | Meet the Browns                                         | Antonio                  | Episodios: "Meet the Boyfriend", "Meet the Big Wedding"          |
| 2010    | Lie to Me                                               | Tyrel                    | Episodio: "Delinquent"                                           |
| 2011    | The Protector                                           | Tagger                   | Episodio: "Revisions"                                            |
| 2012    | CSI: Nueva York                                         | Morris Davis             | Episodio: "Unwrapped"                                            |
| 2013    | The Soul Man                                            | Joven feligrés           | Episodio (#2.5): "The Punching Preacher"                         |
| 2011–14 | Suburgatory                                             | Malik LeFrique           | Recurrente: 30 episodios                                         |
| 2014    | Young & Hungry                                          | Derek                    | Episodio (#1.9): "Young & Getting Played"                        |
| 2015    | Fear the Walking Dead                                   | Matt                     | Recurrente: 2 episodios                                          |
| 2015    | Drunk History                                           | Louis Armstrong          | Episodio: "New Orleans"                                          |
| 2016    | House of Lies                                           | J.R.                     | Episodio: "Creative Destruction Phenomenon"                      |
| 2017    | American Koko                                           | Teen Boy #1              | Recurrente: 3 episodios                                          |
| 2018    | Unsolved: The Murders of Tupac and the Notorious B.I.G. | James 'Lil' Cease' Lloyd | Recurrente: 5 episodios                                          |
| 2019    | Adam Ruins Everything                                   | Tre                      | Episodio: "Adam Ruins a Sitcom"                                  |
| 2020    | FBI                                                     | Big Trey                 | Episodio: "Studio Gangster"                                      |